# Agallia janaka
Agallia janaka är en insektsart som beskrevs av William Lucas Distant 1916. Agallia janaka ingår i släktet Agallia och familjen dvärgstritar. Inga underarter finns listade i Catalogue of Life.